# Brenda Taylor
Brenda Susan Taylor  (Nanaimo, 28 oktober 1962) is een Canadees voormalig roeister. Taylor maakte haar debuut tijdens de Wereldkampioenschappen roeien 1985 met een vijfde plaats in de acht. Taylor werd tijdens de Wereldkampioenschappen roeien 1991 tweemaal wereldkampioen in de vier-zonder en de acht. Op de Olympische Zomerspelen 1992 werd Taylor olympisch kampioen in de vier-zonder en de acht, al haar ploeggenoten van de vier-zonder zaten ook in de acht alsmede de olympisch kampioenen in de twee-zonder. De vier-zonder stond alleen tijdens de Olympische Zomerspelen 1992 op het Olympische programma.

## Resultaten
- Wereldkampioenschappen roeien 1985 in Hazewinkel 5e in de acht
- Wereldkampioenschappen roeien 1986 in Nottingham 5e in de acht
- Wereldkampioenschappen roeien 1989 in Bled 4e in de acht
- Wereldkampioenschappen roeien 1991 in Wenen  in de vier-zonder
- Wereldkampioenschappen roeien 1991 in Wenen  in de acht
- Olympische Zomerspelen 1992 in Barcelona  in de vier-zonder
- Olympische Zomerspelen 1992 in Barcelona  in de acht

1992: Kirsten Barnes & Brenda Taylor &  Jessica Monroe & Kay Worthington ·
2020: Lucy Stephan & Rosemary Popa & Jessica Morrison & Annabelle McIntyre ·
2024: Marloes Oldenburg & Hermijntje Drenth & Tinka Offereins & Benthe Boonstra
1976: Goretzki & Knetsch & Richter & Ahrenholz & Kallies & Ebert & Lehmann & Müller & Wilke ·
1980: Boesler & Neisser & Köpke & Schütz & Kühn & Richter & Sandig & Metze & Wilke ·
1984: O'Steen & Metcalf & Bower & Graves & Flanagan & Norelius & Thorsness & Keeler & Beard ·
1988: Strauch & Zeidler & Haacker & Wild & Kluge & Schröer & Balthasar & Stange & Neunast ·
1992: Barnes & Taylor & Delehanty & Crawford & McBean & Worthington & Monroe & Heddle & Thompson ·
1996: Tănase & Cochelea & Gafencu & Spîrcu & Olteanu & Lipă & Popescu & Ignat & Georgescu ·
2000: Damian & Susanu & Olteanu & Cochelea & Dumitrache & Lipă & Gafencu & Ignat & Georgescu ·
2004: Florea & Susanu & Bărăscu & Papuc & Gafencu & Lipă & Damian & Ignat & Georgescu ·
2008: Cafaro & Cummins & Davies & Francia & Goodale & Lind & Logan & Shoop & Whipple ·
2012: Cafaro & Francia & Lofgren & Ritzel, Musnicki & Logan & Lind, Davies & Whipple ·
2016: Elmore & Gobbo & Logan & Musnicki, Polk & Regan & Schmetterling & Simmonds & Snyder ·
2020: Roman & Gruchalla-Wesierski & Roper & Proske & Grainger & Mailey & Payne & Wasteneys & Kit ·
2024: Rusu & Anghel & Bodnar & Lehaci & Adam & Bereș & Vrînceanu & Radiș & Petreanu